# Elezioni regionali in Valle d'Aosta del 2018
Le elezioni regionali in Valle d'Aosta del 2018 si sono svolte il 20 maggio.

## Legge elettorale
Il sistema elettorale in Val d’Aosta è stato modificato dalla L.R.16/2017, abolendo il ballottaggio e conseguentemente riportando la politica locale ad un meccanismo sostanzialmente proporzionale. La legge prevede l’elezione solamente dei 35 consiglieri, con un sistema proporzionale a turno unico. Il presidente della Regione, a differenza delle altre regioni italiane (tranne il Trentino/Alto Adige) dove è prevista l'elezione diretta, viene eletto successivamente con una votazione interna al Consiglio, secondo un meccanismo di maggioranza assoluta (bastano la metà dei voti più uno per risultare eletti).
Due o più liste possono sottoscrivere un programma elettorale comune, ma l’elettore voterà comunque la singola lista. Ogni lista deve essere composta da un minimo di 18 nomi a un massimo di 35 e l’elettore può indicare fino a tre preferenze, anche sotto questo punto differendo da tutto il resto del paese.
I seggi vengono distribuiti proporzionalmente tra le liste, con un ipotetico premio di maggioranza sottoposto però ad una stretta clausola: la lista o il gruppo di liste che raggiunge il 42% dei voti ha diritto a 21 seggi.
Sono previste due soglie di sbarramento. La prima esclude le liste che non abbiano raggiunto il 'quoziente' minimo (dato dalla divisione tra la somma dei voti totali e il numero dei seggi da assegnare). Tra le liste sopravvissute alla prima scrematura, si ripartono i seggi e poi si applica il secondo sbarramento: vengono così escluse tutte le liste che non hanno ottenuto almeno due seggi, che vengono riassegnati alle altre liste.
Una volta attribuiti i seggi alle liste, vengono conteggiate le preferenze per ogni candidato all’interno della lista e stilata una graduatoria con i nomi.
Il cittadino esprime il proprio voto tracciando un segno sulla lista scelta. Accanto a questa sono presenti delle apposite righe per esprimere le preferenze (fino a un massimo di 3 nomi).
Le preferenze possono essere espresse: 
- scrivendo nome e cognome del candidato
- scrivendo solo il cognome del candidato (in caso di omonimia nei cognomi va specificato anche il nome)
- scrivendo il numero arabo corrispondente al candidato

Se l’elettore non sceglie alcuna lista, ma decide di esprimere preferenze tutte collegate ad una singola lista, allora il voto verrà attribuito alla lista stessa.

## Liste
I partiti politici che concorrono per i 35 seggi del Consiglio regionale della Valle d'Aosta sono: Partito Democratico, Movimento 5 Stelle, Lega, Centro Destra Valle d'Aosta, MOUV', Union Valdôtaine, Area Civica-Stella Alpina-Pour Notre Vallée, Impegno Civico, Union Valdôtaine Progressiste e Alpe.
| Liste                                | Collocazione                 | Ideologia                                                   |
| ------------------------------------ | ---------------------------- | ----------------------------------------------------------- |
| ALPE                                 | Centro-sinistra              | Regionalismo, Socialdemocrazia, Ambientalismo Autonomismo   |
| Centro destra Valle d'Aosta (FI-FdI) | Centro-destra/estrema destra | Regionalismo                                                |
| Impegno Civico                       | Centro-sinistra              | Regionalismo, Ambientalismo, Egualitarismo                  |
| Lega Salvini Vallée d'Aoste          | Destra                       | Regionalismo                                                |
| Movimento 5 Stelle                   | Trasversale                  | Politiche anticorruzione, Democrazia diretta, Ambientalismo |
| MOUV'                                | Centro-sinistra              | Regionalismo, Liberalismo sociale                           |
| Partito Democratico                  | Centro-sinistra              | Liberalismo sociale, Cristianesimo sociale                  |
| Pour Notre Vallée - Stella Alpina    | Centro/Centro-destra         | Regionalismo, Cristianesimo democratico                     |
| Union Valdôtaine                     | Centro                       | Regionalismo, Autonomismo, tutela minoranze linguistiche.   |
| Union Valdôtaine Progressiste        | Centro-sinistra              | Regionalismo, Autonomismo Liberalismo sociale               |

## Risultati
| Liste                                     | Voti   | %     | Seggi | +/- seggi |
| ----------------------------------------- | ------ | ----- | ----- | --------- |
| Union Valdôtaine                          | 12.265 | 19,25 | 7     | 6         |
| Lega Salvini Vallée d'Aoste               | 10.872 | 17,06 | 7     | 7         |
| Pour Notre Vallée - Stella Alpina         | 6.792  | 10,66 | 4     | 1         |
| Union Valdôtaine Progressiste             | 6.750  | 10,59 | 4     | 3         |
| Movimento 5 Stelle                        | 6.652  | 10,44 | 4     | 2         |
| Alpe                                      | 5.733  | 9,00  | 3     | 2         |
| Impegno Civico                            | 4.806  | 7,54  | 3     | 3         |
| MOUV'                                     | 4.545  | 7,13  | 3     | 3         |
| Partito Democratico                       | 3.436  | 5,39  | -     | 3         |
| Centro destra Valle d'Aosta (FI-FdI-NVdA) | 1.862  | 2,92  | -     | =         |
| Totale                                    | 63.713 | 100   | 35    |           |

L'affluenza al voto è stata del 65,12% con 67.146 votanti su 103.117 aventi diritto. Nel 2013 aveva votato il 73,03% degli aventi diritto.
A causa del mancato superamento della soglia di sbarramento restano esclusi dal consiglio regionale il Centro Destra Valle d'Aosta e, per la prima volta, il Partito Democratico.
I partiti autonomisti risultano ridimensionati: UVP e UV dimezzano i propri consensi, mentre ALPE e AC-SA-PNV calano rispetto alle precedenti consultazioni.
La Lega entra in Consiglio regionale dopo un'assenza di vent'anni. Il M5S raddoppia i propri seggi in Consiglio regionale della Valle d'Aosta, nonostante il lieve aumento di consensi rispetto alle precedenti elezioni regionali in Valle d'Aosta del 2013 ed il calo rispetto alle politiche di marzo.
Le liste di MOUV' e Impegno Civico, che si presentano per la prima volta alle elezioni, ottengono un buon risultato conquistando tre seggi ciascuno in Consiglio.
Complessivamente dei 35 eletti risultano elette 8 donne; i Consiglieri nuovi sono 15.
In seguito Impegno Civico (lista civica non connessa a quella nazionale) si è diviso in ADU VDA (Ambiente Diritti Uguaglianza Valle D'Aosta) e Rete Civica.

## Gli eletti
- Area Civica-Stella Alpina-Pour Notre Vallée: Stefano Borrello, Antonio Fosson, Pierluigi Marquis, Claudio Restano.
- ALPE: Albert Chatrian, Chantal Certan, Patrizia Morelli.
- Movimento 5 Stelle: Luciano Mossa, Manuela Nasso, Maria Luisa Russo, Luigi Vesan.
- Impegno Civico: Alberto Bertin, Chiara Minelli, Daria Pulz.
- Lega Salvini Vallée d'Aoste: Stefano Aggravi, Luca Distort, Roberto Luboz, Diego Lucianaz, Andrea Manfrin, Paolo Sammaritani e Nicoletta Spelgatti.
- MOUV: Roberto Cognetta, Stefano Ferrero, Elso Gérandin.
- Union Valdôtaine: Mauro Baccega, Luca Bianchi, Joël Farcoz, Emily Rini, Augusto Rollandin, Marco Sorbara, Renzo Testolin.
- Union Valdôtaine Progressiste: Luigi Bertschy, Jean-Claude Daudry, Alessandro Nogara, Laurent Viérin.